# 綾小路絃三郎
綾小路 絃三郎（あやのこうじ げんざぶろう、1911年2月26日 - 1988年10月26日）は、日本の俳優である。「綾野小路」は誤り。極東キネマでは、雲井龍之介、市川寿三郎とともに「極東の三羽烏」と呼ばれた剣戟俳優である。初期に浅香 麗三郎（あさか れいざぶろう）、燕 東三郎（つばめ とうざぶろう）と名乗り、第二次世界大戦中の一時期に松永 博（まつなが ひろし）と名乗った。本名は渡辺 武雄（わたなべ たけお）。

## 人物・来歴
1911年（明治44年）2月26日、大阪府に「渡辺武雄」として生まれる。
市川右太衛門の市川右太衛門プロダクションに入社、「浅香麗三郎」の名で1931年（昭和6年）、神田金太郎監督、武井龍三主演の『血煙一番槍』に出演、同年、古野英治・白井戦太郎監督、女剣劇の大江美智子主演の『悲願四目菱』で徳川吉宗役に抜擢された。
1933年（昭和8年）、河合映画製作社に移籍、「燕東三郎」と改名、根岸東一郎監督の『大丈夫の松五郎』で初主演を果たす。同年、河合映画が大都映画に改組され、海江田譲二プロダクション製作、大都映画配給の『江戸剣飛脚』を含めた4本の大都作品に出演後、翌1934年（昭和9年）に京都に設立されたエトナ映画社に移籍した。「綾小路絃三郎」と改名し、同年、後藤岱山監督の『鬼伏せ頭巾』に主演した。同社で4作に主演した後、1935年（昭和10年）に極東映画の設立に参加した。
極東映画が甲陽撮影所から大阪郊外に移転したとき、羅門光三郎、市川寿三郎らとともに同撮影所に残留し、甲陽映画に参加、3本に出演したが、同年中には極東映画に戻った。
極東映画、改称して極東キネマでは、73本に出演した。1941年（昭和16年）、山口哲平監督の『初上り長七郎駕籠』に主演したが、同年合併により極東キネマは消滅した。同年、松竹下加茂撮影所に移り、「松永博」の名で、溝口健二監督の『元禄忠臣蔵』等に出演した。
第二次世界大戦後、1961年（昭和36年）に製作・放映されたテレビ映画『新吾二十番勝負』に出演している。
1988年（昭和63年）10月26日、死去した。満77歳没。

## おもなフィルモグラフィ
- 『血煙一番槍』 : 監督神田金太郎、1931年
- 『悲願四目菱』 : 監督古野英治・白井戦太郎、1931年
- 『大丈夫の松五郎』 : 監督根岸東一郎、1933年
- 『鬼伏せ頭巾』 : 監督後藤岱山、1934年
- 『霧隠忍術旅』 : 監督並木鏡太郎、1935年
- 『月形半平太』 : 監督仁科熊彦、1935年
- 『新月赤城街道』 : 監督稲葉蛟児、1935年
- 『妖霊お万狐』 : 監督大江秀夫、1937年
- 『黎明稲妻峠』 : 監督大江秀夫、1938年
- 『初上り長七郎駕籠』 : 監督山口哲平、1941年
- 『元禄忠臣蔵』 The 47 Ronin : 監督溝口健二、1942年 ⇒ 元禄忠臣蔵
- 『新吾二十番勝負』 : テレビ映画、1961年

## 註
1. 1 2 3 4 5 6 7 8 9 10 11  『無声映画俳優名鑑』、無声映画鑑賞会編、マツダ映画社監修、アーバン・コネクションズ、2005年、p.128。
2. 1 2 3 4 5 6 7 8 9  #外部リンク欄、「綾小路絃三郎」リンク先、日本映画データベース、2009年10月27日閲覧。
3. ↑  #外部リンク欄、「松永博」リンク先、allcinema ONLINE、2009年10月27日閲覧。
4. ↑  テレビドラマデータベース、「綾小路絃三郎」検索結果、2009年10月27日閲覧。